# Music for the Masses Tour
Die Music for the Masses Tour war eine weltweite Konzerttournee der britischen Synthie-Pop-/Synth-Rock-Band Depeche Mode, die zur Unterstützung ihres sechsten und für die Tournee namensgebenden Studioalbums Music for the Masses diente.

## Hintergrund
Depeche Mode starteten ihre Tournee am 22. Oktober 1987 in Madrid und beendeten sie am 18. Juni 1988 in Pasadena. Sie beinhaltete insgesamt 101 Auftritte in Europa, Nordamerika und Asien. Da der Gruppe im Jahr 1987 mit ihrem Album Music for the Masses auch der endgültige Durchbruch in Nordamerika gelungen war, spielte sie auf dieser Tournee zunehmend mehr Konzerte mit fünfstelligen Zuschauerzahlen. Den Höhepunkt in dieser Hinsicht stellte das Abschlusskonzert der Tournee im Rose Bowl Stadium in Pasadena am 18. Juni 1988 dar, bei dem die Gruppe vor über 60.000 Zuschauern spielte, der bis dato höchsten Zuschauerzahl bei einem Depeche Mode-Konzert (Festivalauftritte nicht mitgezählt.)
Die Music for the Masses Tour markierte zu dem das zweite Mal in ihrer Konzertkarriere, dass Depeche Mode Shows jenseits des sogenannten eisernen Vorhangs spielten. Wie bereits 1984 auf der Some Great Reward Tour fanden Gigs in Ungarn statt, hinzu kamen dieses Mal je ein Konzert in der Tschechoslowakei und der Deutschen Demokratischen Republik. Es gab außerdem Überlegungen in der Sowjetunion und in der Volksrepublik China aufzutreten (in der Tat war für den 12. März 1988 auch ein Auftritt in Moskau angekündigt), diese Pläne wurden jedoch nicht realisiert.
Während des Soundchecks für das Konzert in Salt Lake City kam es am 8. Mai 1988 erstmals zu einer verbalen Auseinandersetzung zwischen den Bandmitgliedern. In späteren Interviews während der Tournee wurde Dave Gahan vor allem von Andrew Fletcher kritisiert. Diese auch in der Öffentlichkeit ausgetragenen Konflikte gaben Alan Wilder laut eigener späterer Aussage ein erstes Zeichen, über einen Ausstieg aus der Band nachzudenken, den er schließlich im Juni 1995 vollzog.

## Liveaufnahmen
Das Abschlusskonzert der Tournee im Rose Bowl Stadium in Pasadena am 18. Juni 1988 wurde mitgeschnitten und im März 1989 als Livealbum unter dem Titel 101 veröffentlicht. Der Albumtitel spielte auf die Tatsache an, das dies das 101. Konzert dieser Tournee war. Unter dem gleichen Titel erschien auf VHS wenig später auch ein Dokumentarfilm unter der Regie von D. A. Pennebaker, der zuvor u. a. auch schon mit Bob Dylan und David Bowie zusammengearbeitet hatte. 2003 erfolgte die Wiederveröffentlichung dieser Dokumentation auf DVD. Im Jahr 2021 wurde der Film auf Blu-ray mit verbesserter Bildqualität basierend auf 4k-Scans des Originalfilms zusammen mit bisher unveröffentlichtem Filmmaterial veröffentlicht.

## Setlists

### Setlist Europa/Nordamerika (#1)
- Pimpf (intro)
- Behind the Wheel
- Strangelove
- Sacred
- Something to Do
- Blasphemous Rumours
- Stripped
- Pipeline
- The Things You Said
- It Doesn’t Matter (nicht immer)
- Black Celebration
- Shake the Disease
- Nothing
- Pleasure, Little Treasure
- Just Can’t Get Enough (nicht immer)
- People Are People
- A Question of Time
- Never Let Me Down Again
- A Question of Lust
- Master and Servant
- Everything Counts

### Setlist Asien/Nordamerika (#2)
- Pimpf (intro)
- Behind the Wheel
- Strangelove
- Sacred
- Something to Do
- Blasphemous Rumours
- Stripped
- Never Turn Your Back on Mother Earth
- Somebody
- The Things You Said
- It Doesn’t Matter (nicht immer)
- Black Celebration
- Shake the Disease
- Nothing
- Pleasure, Little Treasure
- Master and Servant
- People Are People
- A Question of Time
- Never Let Me Down Again
- A Question of Lust
- Just Can’t Get Enough
- Everything Counts

## Tourdaten
| Nr.                 | Datum             | Stadt             | Land                                    | Veranstaltungsort                          |
| Leg 1 – Europa      | Leg 1 – Europa    | Leg 1 – Europa    | Leg 1 – Europa                          | Leg 1 – Europa                             |
| ------------------- | ----------------- | ----------------- | --------------------------------------- | ------------------------------------------ |
| 1                   | 22. Oktober 1987  | Madrid            | Spanien                                 | Pabellón de la Ciudad Deportiva            |
| 2                   | 23. Oktober 1987  | Barcelona         | Spanien                                 | Palau Blaugrana                            |
| 3                   | 25. Oktober 1987  | München           | Deutschland                             | Olympiahalle                               |
| 4                   | 26. Oktober 1987  | Bologna           | Italien                                 | PalaDozza                                  |
| 5                   | 27. Oktober 1987  | Rom               | Italien                                 | PalaEUR                                    |
| 6                   | 29. Oktober 1987  | Turin             | Italien                                 | PalaRuffini                                |
| 7                   | 30. Oktober 1987  | Mailand           | Italien                                 | Palatrussardi                              |
| 8                   | 2. November 1987  | Stuttgart         | Deutschland                             | Schleyerhalle                              |
| 9                   | 3. November 1987  | Frankfurt am Main | Deutschland                             | Festhalle                                  |
| 10                  | 4. November 1987  | Essen             | Deutschland                             | Grugahalle                                 |
| 11                  | 6. November 1987  | Köln              | Deutschland                             | Sporthalle                                 |
| 12                  | 7. November 1987  | Hannover          | Deutschland                             | Messehalle                                 |
| 13                  | 9. November 1987  | Berlin            | Deutschland                             | Deutschlandhalle                           |
| 14                  | 11. November 1987 | Ludwigshafen      | Deutschland                             | Friedrich-Ebert-Halle                      |
| 15                  | 12. November 1987 | Zürich            | Schweiz                                 | Hallenstadion                              |
| 16                  | 13. November 1987 | Lausanne          | Schweiz                                 | Halle des Fêtes                            |
| xx                  | 14. November 1987 | Lausanne          | Schweiz                                 | Halle des Fêtes                            |
| 17                  | 16. November 1987 | Paris             | Frankreich                              | Palais Omnisport de Bercy                  |
| 18                  | 17. November 1987 | Paris             | Frankreich                              | Palais Omnisport de Bercy                  |
| 19                  | 18. November 1987 | Paris             | Frankreich                              | Palais Omnisport de Bercy                  |
| Leg 2 – Nordamerika |                   |                   |                                         |                                            |
| 20                  | 1. Dezember 1987  | Daly City         | Vereinigte Staaten                      | Cow Palace                                 |
| 21                  | 4. Dezember 1987  | Inglewood         | Vereinigte Staaten                      | The Forum                                  |
| 22                  | 5. Dezember 1987  | Inglewood         | Vereinigte Staaten                      | The Forum                                  |
| 23                  | 7. Dezember 1987  | San Diego         | Vereinigte Staaten                      | Sports Arena                               |
| 24                  | 8. Dezember 1987  | Chandler          | Vereinigte Staaten                      | Compton Terrace                            |
| 25                  | 10. Dezember 1987 | Dallas            | Vereinigte Staaten                      | Reunion Arena                              |
| xx                  | 11. Dezember 1987 | Chicago           | Vereinigte Staaten                      | UIC Pavilion                               |
| 26                  | 12. Dezember 1987 | Chicago           | Vereinigte Staaten                      | UIC Pavilion                               |
| 27                  | 14. Dezember 1987 | Toronto           | Kanada                                  | Maple Leaf Gardens                         |
| 28                  | 15. Dezember 1987 | Montréal          | Kanada                                  | Forum                                      |
| 29                  | 17. Dezember 1987 | Fairfax           | Vereinigte Staaten                      | Patriot Center                             |
| 30                  | 18. Dezember 1987 | New York City     | Vereinigte Staaten                      | Madison Square Garden                      |
| Leg 3 – Europa      |                   |                   |                                         |                                            |
| 31                  | 9. Januar 1988    | Newport           | Wales                                   | Leisure Centre                             |
| 32                  | 11. Januar 1988   | London            | England                                 | Wembley Arena                              |
| 33                  | 12. Januar 1988   | London            | England                                 | Wembley Arena                              |
| 34                  | 15. Januar 1988   | Birmingham        | England                                 | National Exhibition Centre                 |
| 35                  | 16. Januar 1988   | Whitley Bay       | England                                 | Ice Rink                                   |
| 36                  | 17. Januar 1988   | Edinburgh         | Schottland                              | Playhouse Theatre                          |
| 37                  | 19. Januar 1988   | Manchester        | England                                 | G-Mex Centre                               |
| 38                  | 20. Januar 1988   | Sheffield         | England                                 | City Hall                                  |
| 39                  | 21. Januar 1988   | Bradford          | England                                 | St. George’s Hall                          |
| 40                  | 23. Januar 1988   | Bournemouth       | England                                 | International Centre                       |
| 41                  | 24. Januar 1988   | Brighton          | England                                 | Brighton Centre                            |
| Leg 4 – Europa      |                   |                   |                                         |                                            |
| 42                  | 6. Februar 1988   | Hamburg           | Deutschland                             | Alsterdorfer Sporthalle                    |
| 43                  | 7. Februar 1988   | Hamburg           | Deutschland                             | Alsterdorfer Sporthalle                    |
| 44                  | 9. Februar 1988   | Dortmund          | Deutschland                             | Westfalenhalle                             |
| 45                  | 10. Februar 1988  | Oldenburg         | Deutschland                             | Weser-Ems-Halle                            |
| 46                  | 12. Februar 1988  | Stockholm         | Schweden                                | Johanneshovs Isstadion                     |
| 47                  | 13. Februar 1988  | Göteborg          | Schweden                                | Scandinavium                               |
| 48                  | 15. Februar 1988  | Drammen           | Norwegen                                | Drammenshallen                             |
| 49                  | 17. Februar 1988  | Kopenhagen        | Danemark                                | Valby-Hallen                               |
| 50                  | 18. Februar 1988  | Kopenhagen        | Danemark                                | Valby-Hallen                               |
| 51                  | 19. Februar 1988  | Kiel              | Deutschland                             | Ostseehalle                                |
| 52                  | 21. Februar 1988  | Brüssel           | Belgien                                 | Forest National                            |
| xx                  | 22. Februar 1988  | Rotterdam         | Niederlande                             | Sportpaleis Ahoy’                          |
| 53                  | 23. Februar 1988  | Lille             | Frankreich                              | Espace Foire                               |
| 54                  | 25. Februar 1988  | Brest             | Frankreich                              | Parc de Penfield                           |
| 55                  | 26. Februar 1988  | Nantes            | Frankreich                              | Parc des Expositions de la Beaujoire       |
| 56                  | 27. Februar 1988  | Bordeaux          | Frankreich                              | Patinoire de Mériadeck                     |
| 57                  | 29. Februar 1988  | Toulouse          | Frankreich                              | Palais des Sports                          |
| 58                  | 1. März 1988      | Montpellier       | Frankreich                              | Le Zénith Sud                              |
| 59                  | 2. März 1988      | Lyon              | Frankreich                              | Palais des Sports de Gerland               |
| 60                  | 4. März 1988      | Besançon          | Frankreich                              | Palais des Sports                          |
| 61                  | 5. März 1988      | Straßburg         | Frankreich                              | Hall Rhénus                                |
| 62                  | 7. März 1988      | Ost-Berlin        | Deutschland Demokratische Republik 1949 | Werner-Seelenbinder-Halle                  |
| 63                  | 9. März 1988      | Budapest          | Ungarn                                  | Sportcsarnok                               |
| 64                  | 10. März 1988     | Budapest          | Ungarn                                  | Sportcsarnok                               |
| 65                  | 11. März 1988     | Prag              | Tschechoslowakei                        | Sportovní hala                             |
| xx                  | 12. März 1988     | Moskau            | Sowjetunion                             | Unknown Venue                              |
| 66                  | 13. März 1988     | Wien              | Osterreich                              | Stadthalle                                 |
| Leg 5 – Asien       |                   |                   |                                         |                                            |
| 67                  | 18. April 1988    | Osaka             | Japan                                   | Festival Hall                              |
| 68                  | 19. April 1988    | Nagoya            | Japan                                   | Aichi Kōsei Nenkin Kaikan                  |
| 69                  | 21. April 1988    | Tokio             | Japan                                   | NHK Hall                                   |
| 70                  | 22. April 1988    | Tokio             | Japan                                   | NHK Hall                                   |
| Leg 6 – Nordamerika |                   |                   |                                         |                                            |
| xx                  | 28. April 1988    | Mountain View     | Vereinigte Staaten                      | Shoreline Amphitheatre                     |
| 71                  | 29. April 1988    | Mountain View     | Vereinigte Staaten                      | Shoreline Amphitheatre                     |
| 72                  | 30. April 1988    | Sacramento        | Vereinigte Staaten                      | Cal Expo Amphitheatre                      |
| 73                  | 2. Mai 1988       | Seattle           | Vereinigte Staaten                      | Center Coliseum                            |
| 74                  | 4. Mai 1988       | Vancouver         | Kanada                                  | Pacific Coliseum                           |
| 75                  | 5. Mai 1988       | Portland          | Vereinigte Staaten                      | Civic Auditorium                           |
| 76                  | 6. Mai 1988       | Portland          | Vereinigte Staaten                      | Civic Auditorium                           |
| 77                  | 8. Mai 1988       | Salt Lake City    | Vereinigte Staaten                      | Salt Palace                                |
| 78                  | 9. Mai 1988       | Denver            | Vereinigte Staaten                      | McNichols Sports Arena                     |
| 79                  | 11. Mai 1988      | Austin            | Vereinigte Staaten                      | Frank Erwin Center                         |
| 80                  | 13. Mai 1988      | Arlington         | Vereinigte Staaten                      | Music Mill Amphitheater                    |
| 81                  | 14. Mai 1988      | Houston           | Vereinigte Staaten                      | Southern Star Amphitheatre                 |
| 82                  | 15. Mai 1988      | New Orleans       | Vereinigte Staaten                      | Lakefront Arena                            |
| 83                  | 17. Mai 1988      | Cedar Rapids      | Vereinigte Staaten                      | Five Seasons Center                        |
| 84                  | 18. Mai 1988      | Minneapolis       | Vereinigte Staaten                      | Northrop Auditorium                        |
| 85                  | 20. Mai 1988      | Hoffman Estates   | Vereinigte Staaten                      | Poplar Creek Music Theater                 |
| 86                  | 21. Mai 1988      | Clarkston         | Vereinigte Staaten                      | Pine Knob Music Theatre                    |
| 87                  | 22. Mai 1988      | Cincinnati        | Vereinigte Staaten                      | Riverbend Music Center                     |
| 88                  | 24. Mai 1988      | Nashville         | Vereinigte Staaten                      | Starwood Amphitheatre                      |
| 89                  | 25. Mai 1988      | Austell           | Vereinigte Staaten                      | Southern Star Amphitheatre                 |
| 90                  | 27. Mai 1988      | Philadelphia      | Vereinigte Staaten                      | Spectrum                                   |
| 91                  | 28. Mai 1988      | Columbia          | Vereinigte Staaten                      | Merriweather Post Pavilion                 |
| 92                  | 30. Mai 1988      | Cuyahoga Falls    | Vereinigte Staaten                      | Blossom Music Center                       |
| 93                  | 1. Juni 1988      | East Rutherford   | Vereinigte Staaten                      | Brendan Byrne Arena                        |
| 94                  | 3. Juni 1988      | Wantagh           | Vereinigte Staaten                      | Jones Beach Marine Theater                 |
| 95                  | 4. Juni 1988      | Wantagh           | Vereinigte Staaten                      | Jones Beach Marine Theater                 |
| 96                  | 7. Juni 1988      | Mansfield         | Vereinigte Staaten                      | Great Woods Center for the Performing Arts |
| 97                  | 8. Juni 1988      | Montréal          | Kanada                                  | Forum                                      |
| 98                  | 9. Juni 1988      | Toronto           | Kanada                                  | Exhibition Stadium                         |
| 99                  | 11. Juni 1988     | Pittsburgh        | Vereinigte Staaten                      | A.J. Palumbo Center                        |
| 100                 | 15. Juni 1988     | Chandler          | Vereinigte Staaten                      | Compton Terrace                            |
| xx                  | 17. Juni 1988     | Pasadena          | Vereinigte Staaten                      | Rose Bowl Stadium                          |
| 101                 | 18. Juni 1988     | Pasadena          | Vereinigte Staaten                      | Rose Bowl Stadium                          |

## Band
- Dave Gahan: Gesang
- Martin Gore: Keyboards, Gitarre, Melodika, E-Drum-Pads, Hintergrundgesang, Gesang bei Pipeline, The Things You Said, It Doesn’t Matter, A Question of Lust, Never Turn Your Back on Mother Earth und Somebody
- Andrew Fletcher: Keyboards, E-Drum-Pads
- Alan Wilder: Keyboards, E-Drum-Pads, Hintergrundgesang